# أكاديمية علم المتاحف الفلسطيني والعربي
أكاديمية علم المتاحف الفلسطيني والعربي هي مؤسسة بحثية وثقافية مستقلة غير ربحية ، تأسست في العاصمة الفرنسية باريس عام 2022، على يد الدكتور متحف عايد ترابين. تعتبر الأكاديمية مستشفى ثقافي ومركزا عالميًا للبحث العلمي والأكاديمي وملتقى للمهنيين والباحثين والجامعين الإثنوغرافيين، ليؤسس بذلك إطارًا مؤسساتيًا جديدًا يُعنى بدراسة وحماية التراث الفلسطيني والعربي ضمن مناهج فلسفية علمية حديثة في مواجهة النقص الحاد في تمثيل هذا التراث في المتاحف العالمية.
تشكّل الأكاديمية امتدادًا تاريخيًا لمتحف تراث من عبق التراب الذي أنشأته الطبيبة الفلسطينية حاكمة العايد ترابين عام 1790 في قرية غزالة بمنطقة بئر السبع جنوبي فلسطين، وتُعدّ اليوم من المبادرات الرائدة في تطوير علم المتاحف الفلسطيني كمجال أكاديمي مسقل معترف به دوليًا.

## الخلفية التاريخية
تعود جذور وإرث الأكاديمية إلى أواخر القرن الثامن عشر، مع تأسيس أول متحف فلسطيني خاص عام 1790، من رؤية نساء من قبيلة العايد الترابين في النقب، اللواتي أسسنا وأدرن "متحف تراث من عبق التراب" في قرية غزالة. وقد جمعن مقتنيات تراثية وطبية وشعبية بهدف الحفاظ على ذاكرة المجتمع الفلسطيني، مما يجعل هذا الإرث المتحفي ممتدًا على مدى قرون .
تركز الأكاديمية على الحفاظ على الماضي ومعالجة الحاضر، والعمل من أجل مستقبل مزدهر، من خلال ربط الهوية الثقافية بالصحة الجسدية والنفسية ، إنطلاقا من مبدأ العقل السليم في الجسم السليم وفكرة أن الذاكرة المنقولة هي شكل من أشكال الحكمة الحية. وتعد هذه المبادئ من الركائز الأساسية لعلم المتاحف الفلسطيني.

## أهداف الأكاديمية
تسعى الأكاديمية إلى:
- حماية وتوثيق التراث الفلسطيني بجيث تشكل الأكاديمية مركزًا بحثيًا للطلاب والعاملين في المتاحف والجامعين والمهتمين بدراسة وصون التراث الفلسطيني، ويُعرًف علم المتاحف الفلسطيني كمجال أكاديمي وضعته عائلة العايد الترابين عام 1790، وتم تأطيره مؤسساتيًا عام 2000.
- تنظيم إداري وتقني وقانوني متخصص ضمن علم المتاحف العام لتصنيف المجموعات التراثية الفلسطينية المادية وغير المادية، المعروضة في متاحف العالم، والتي غالبًا ما تُدرج تحت تسميات عامة أو خاطئة مثل: شرقية، عثمانية، أو بدوية، من خلال منهجيات سردية وتربوية، وفلسفية، وعلمية، متطوره تلائم الخصوصية الثقافية والتاريخية والاجتماعية لفلسطين.
- إرساء علم المتاحف الفلسطيني وتعزيز البحث العلمي والتعاون الدولي لتأهيل جيل جديد يمتلك أسسًا أكاديمية قوية، ويتمتع بالقيادة والتميز في صون التراث الثقافي، من أجل بناء مستقبل يسوده السلام والتفاهم بين الثقافات.
- إلهام الأجيال الجديدة وتعزيز فهمها لتراثها وهويتها في ظل السياقات السياسية والثقافية المعقدة، ورفع الوعي العام والأكاديمي بالتراث الفلسطيني.

## مرافق الأكاديمية
تقع الأكاديمية في الدائرة الثامنة بباريس، وتضم:
- متحفًا للقطع الإثنوغرافية الفلسطينية "تراث من عبق التراب" ويحتوي على أكثر من 5000 قطعة أثرية وتراثية تعود لفترات زمنية مختلفة من العصور الكنعانية حتى عام 1948.
- مكتبة أرشيفية تحتوي على ما يزيد عن 1000 مرجع بلغات متعددة، تتراوح بين القرن الثامن عشر والعشرين، ودراسات متعمقة حول مقنيات المجموعة، وكتب تقليدية في الطب الشعبي الفلسطيني.
- دار نشر مختصة بإصدار وإنتاج الكتب والدراسات حول التراث الفلسطيني والعربي.
- أرشيفات ووثائق تاريخية تعود للفترة ما بين القرن السابع عشر والحادي والعشرين.
- مجموعة من الأزياء الشعبية والحُلي والنقود والطوابع والأعشاب والبذور الطبية.

## مجالات البحث
تطوّر الأكاديمية فروعًا معرفية جديدة في إطار علم المتاحف الفلسطيني، كما تعتمد الأكاديمية في بحوثها على مناهج أكاديمية متنوعة من المدارس الروسية والشرق أوروبية، والمدارس الكاثوليكية والبروتستانتية الغربية، مستفيدةً من الأرشيفات الأوروبية ومجموعات الكنائس والمتاحف التي تضم آلاف القطع ذات الأصول الفلسطينية، وتشمل مجالات البحث:
- علم النسيج والتطريز الفلسطيني
- علم الحلي والزينة الشعبية
- علم الطب الشعبي الفلسطيني
- علم الوثائق والمخطوطات
- علم الطوابع والنميات

## الاعتراف الرسمي والدعم
بدأ مجال علم المتاحف الفلسطيني بالظهور كمجال اكاديمي معترف به منذ عام 2000، مع اعتماده تدريجيا في عدد من الجامعات في روسيا وفرنسا وسويسرا واليابان. تُوّجت جهود الأكاديمية باعتراف رسمي دولي في 20 مارس/آذار 2025، بقبول اللجنة الوطنية الفلسطينية للمتاحف كعضو في المجلس الدولي للمتاحف (ICOM)، وهو ما شكّل خطوة محورية نحو الاعتراف العالمي بعلم المتاحف الفلسطيني، وقد حظيت الاكاديمية باعتراف ودعم عدد من المؤسسات الدولية مثل اللجنة الوطنية الفلسطينية للتربية والثقافة والعلوم ، معهد الاثار التابع لاكاديمية العلوم الروسية (ابريل 2023)، جامعة باريس 1 بانتيون سوربون ( فرنسا، ديسمبر 2022)، وفد دولة فلسطين الدائم لدى اليونسكو (ديسمبر 2022).
عقد مذكرة تفاهم بين معهد حقوق حضارة وهو مؤسسة علمية أمريكية وأكاديمية علم المتاحف الفلسطيني بهدف تعزيز مفهوم “حقوق الحضارة” لمواجهة التهديدات الحضارية والثقافية ومناهضة الاستعمار المعرفي.